# Субурито

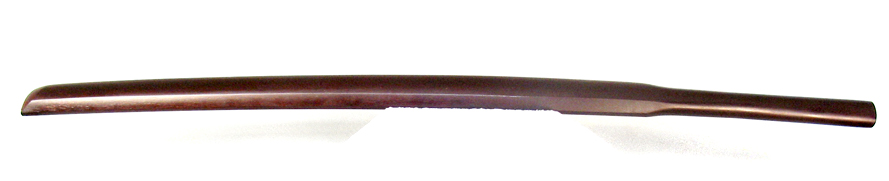
Субурито

Субурито (яп. 素振り刀 или 素振刀 субурито:) — деревянный макет боккэна для отработки базовых фехтовальных движений (субури) — своеобразная «гантель» фехтовальщика. Он тяжелее (около 1 кг) и длиннее (116—118 см, рукоятка — 34-36 см, лезвие 82-85 см) обычного боккэна, центр тяжести находится дальше от рукоятки, имеет расширение в области клинка. Изготавливается из твёрдых пород дерева (дуб, бук, ясень, белая акация).
Постоянная практика с субурито укрепляет как руки от кистей до плеч, так и всё тело, и помогает отточить правильную структуру движения, что очень важно для практикующих как фехтование, так и айкидо. Но новичкам не рекомендуется его использовать так как это помешает формированию правильных движений.